# Погарський повіт
Погарський повіт — історична адміністративно-територіальна одиниця у складі Новгород-Сіверського намісництва. Повітове місто — Погар.
Повіт утворено в 1781 році з населених пунктів Погарської, Бакланської та частково Почепської й Шептаковської сотень Стародубського полку.
В 1796 році повіт ліквідували, його територію відійшла до Стародубського повіту новоутвореної Малоросійської губернії, а повітове місто Погар отримало статус позаштатного.